# Wolf People
Wolf People was een Engelse psychedelische-rockband uit Bedford. De band werd in 2005 opgericht door zanger-gitarist Jack Sharp en drummer Tom Watt. De band is vernoemd naar het jeugdboek Little Jacko and the Wolf People van Margaret Greaves; het demo-album uit 2005 droeg eveneens de naam van het boek. Wolf People was de eerste Britse band die tekende bij het Amerikaanse onafhankelijke platenlabel Jagjaguwar.

## Geschiedenis

### Beginjaren (2005-2009)
De band werd in 2005 opgericht door Jack Sharp. Hij was daarvoor actief als producer voor hiphopartiesten voor wie hij instrumentaal werk afleverde. Toen hij 14 jaar oud was, klopte Sharp bij Tom Watt aan nadat hij hem hoorde drummen met de vraag of hij deel wilde uitmaken van de band. Achteraf bleek dat Sharp niet Watt hoorde spelen, maar zijn zus. In eerste instantie maakte het duo hiphop, totdat Sharp en Watt luisterden naar het debuutalbum van de folkrockband Pentangle. Sharp ging luisteren naar de muziek van Anne Briggs, Shirley Collins en The Young Tradition. Tussen 2005 en 2007 nam Sharp enkele singles en ep's op en na het aantrekken van bassist Dan Davies gingen de leden als volwaardige band verder.

### Jagjaguwar (2010-2019)
Ze tekenden bij het onafhankelijke platenlabel Jagjaguwar waar ze in 2010 het verzamelalbum Tidings op uitbrachten, een verzameling van singles en outtakes. Acht maanden later volgde het debuutalbum Steeple. Tegen 2013 woonden de leden verspreid over het Verenigd Koninkrijk. Dit maakte dat voor de opnames van het album Fain een ruimte werd ingericht bij gitarist Joe Hollick thuis. Op 11 november 2016 werd het derde studioalbum Ruins uitgebracht. De naam van het album verwijst naar de ruïnes van de menselijke beschaving. Sharp vond dat er steeds geschakeld wordt tussen frustratie over de mensheid enerzijds en het vieren van alle positieve dingen erover anderzijds.

### Ingelaste pauze (2020-heden)
In januari 2020 kondigde de band aan dat ze een pauze voor onbepaalde tijd inlasten wegens de reisafstand tussen de leden en omdat ze meer tijd wilden besteden aan hun gezinnen. Er zou nog één show volgen in de Londense club Oslo op 12 april als onderdeel van het festival Le Beat Bespoké, maar het festival en daarmee ook het optreden van Wolf People werden vanwege de coronapandemie verplaatst naar april 2021.

## Stijl
Tom Cox van The Guardian omschrijft de muziek van de band als psychedelische rock, met invloeden van onder andere blues en folk. De onderwerpen worden gezocht in de nabije omgeving van het Engelse platteland. Matt Parker van MusicRadar merkt op dat er invloeden uit de jaren 1970 te horen zijn in het geluid van de band: "It´s almost like someone rolled the 70s up into a gigantic doobie- spliff thing and lit the end with a valve amp." Deze mening wordt gedeeld door Chris Ingalls van PopMatters in zijn recensie van het album Faint: "It may be 2016, but this album has a sound and feel straight out of the early ‘70s. There are hints of Led Zeppelin, snatches of Black Sabbath and huge chunks of Jethro Tull crammed into the mix (...)."

## Discografie
- Steeple, 2010
- Fain, 2013
- Ruins, 2016